# Skelton (Kumbria)
Skelton – wieś w Anglii, w Kumbrii, w dystrykcie (unitary authority) Westmorland and Furness. Leży 21 km na południe od miasta Carlisle i 401 km na północny zachód od Londynu. W 2001 miejscowość liczyła 1059 mieszkańców.